# Захау, Карл Эдуард
Карл Эдуард Захау (нем. Karl Eduard Sachau; 20 июля 1845, Ноймюнстер, Шлезвиг-Гольштейн — 17 сентября 1930, Берлин, Германия) — немецкий востоковед, лингвист.

## Биография
Карл Эдуард Захау родился 20 июля 1845 года в Ноймюнстере.
Был профессором семитских языков в Вене в 1869—1876 гг., затем в Берлине. Опубликовал: «Almuàrab» (лексикон арабских слов, Лейпциг.; 1867); «Theodori Mopsuesteni fragmenta Syriaca» (Лейпциг., 1869); «Inedita Syriaca» (сирийский перевод греческих писателей, Вена, 1870); «Chronologie orient. Völker» (араб., Лпц., 1878; англ., Лон., 1879); «Syrisch-römisches Rechtsbuch aus dem V Jahrh.» (Лпц., 1880); «Ueber die Lage von Tigranocerta» (Берл., 1880); «Reise in Syrien und Mesopotamien» (Лпц., 1883).
Член-корреспондент Петербургской Академии наук (1888) и Британской академии (1907).
Карл Эдуард Захау умер 17 сентября 1930 года в городе Берлине.